# Standesmoral
Als Standesmoral bezeichnet man die Moralvorstellungen (Ethik) eines bestimmten Standes. So gibt es etwa die Standesmoral im Arztberuf oder die von Adligen. 
Die Standesmoral entwickelte sich während des Feudalismus des Mittelalters.
Wirtschaftspolitische Entscheidungen werden heutzutage zunehmend von Standesorganisationen getroffen. Eine Wettbewerbsregulierung durch Standesrecht breitet sich sowohl im gewerblichen als auch im freiberuflichen Bereich aus. Herkömmlich werden standesrechtliche Wettbewerbsregulierungen mit Berufung auf die jeweilige „Standesmoral“ gerechtfertigt.